# Tour de Catalogne 1987
Le Tour de Catalogne 1987 est la 67e édition du Tour de Catalogne, une course cycliste par étapes en Espagne. L’épreuve se déroule sur 8 étapes du 9 au 17 septembre 1987 sur un total de 1367,9 km. Le vainqueur final est l'Espagnol Álvaro Pino de l’équipe BH, devant Ángel Arroyo et Iñaki Gastón.

## Étapes
| Étape | Date         | Parcours                                          | km    | Vainqueur d’étape        | Leader du classement général |
| ----- | ------------ | ------------------------------------------------- | ----- | ------------------------ | ---------------------------- |
| P     | 9 septembre  | Sant Sadurní d'Anoia – Sant Sadurní d'Anoia (clm) | 4,8   | Sean Kelly (IRL)         | Sean Kelly (IRL)             |
| 1     | 10 septembre | Sant Sadurní d'Anoia – Tortosa                    | 195,0 | Sean Kelly (IRL)         | Sean Kelly (IRL)             |
| 2     | 11 septembre | Tortosa – Salou                                   | 165,4 | Stefan Joho (SUI)        | Sean Kelly (IRL)             |
| 3     | 12 septembre | Salou – Barcelone                                 | 150,0 | Daniele Caroli (ITA)     | Sean Kelly (IRL)             |
| 4     | 13 septembre | Barcelone - Lleida                                | 182,8 | Maurizio Fondriest (ITA) | Sean Kelly (IRL)             |
| 5     | 14 septembre | Tuca Betren - Baqueira Beret                      | 185,0 | Álvaro Pino (ESP)        | Álvaro Pino (ESP)            |
| 6     | 15 septembre | Tremp – Manresa                                   | 173,4 | Jörg Müller (SUI)        | Álvaro Pino (ESP)            |
| 7     | 16 septembre | Manresa – Olot                                    | 168,0 | Marino Alonso (ESP)      | Álvaro Pino (ESP)            |
| 8 A   | 17 septembre | Banyoles – Banyoles (clm)                         | 27,3  | Álvaro Pino (ESP)        | Álvaro Pino (ESP)            |
| 8 B   | 17 septembre | Banyoles – Platja d'Aro                           | 116,2 | Jean-Claude Bagot (FRA)  | Álvaro Pino (ESP)            |

### Prologue[1]
09-09-1987: Sant Sadurní d'Anoia – Sant Sadurní d'Anoia, 4,8 km (clm) :
|   | Cycliste           | Équipe | Temps      |
| - | ------------------ | ------ | ---------- |
| 1 | Sean Kelly (IRL)   | Kas    | 5 min 36 s |
| 2 | Iñaki Gastón (ESP) | Kas    | + 8 s      |
| 3 | Stefan Joho (SUI)  | Kas    | + 10 s     |

|   | Cycliste           | Équipe | Temps      |
| - | ------------------ | ------ | ---------- |
| 1 | Sean Kelly (IRL)   | Kas    | 5 min 36 s |
| 2 | Iñaki Gastón (ESP) | Kas    | + 8 s      |
| 3 | Stefan Joho (SUI)  | Kas    | + 10 s     |

### 1reétape[2]
10-09-1987: Sant Sadurní d'Anoia – Tortosa, 195,8 km :
|   | Cycliste                    | Équipe  | Temps           |
| - | --------------------------- | ------- | --------------- |
| 1 | Sean Kelly (IRL)            | Kas     | 5 h 19 min 10 s |
| 2 | Maurizio Fondriest (ITA)    | Ecoflam | m.t.            |
| 3 | Juan Fernández Martín (ESP) | Zahor   | m.t.            |

|   | Cycliste                    | Équipe  | Temps           |
| - | --------------------------- | ------- | --------------- |
| 1 | Sean Kelly (IRL)            | Kas     | 5 h 24 min 46 s |
| 2 | Maurizio Fondriest (ITA)    | Ecoflam | + 16 s          |
| 3 | Juan Fernández Martín (ESP) | Zahor   | + 17 s          |

### 2eétape[3]
11-09-1987: Tortosa – Salou, 165,4 km :
|   | Cycliste                     | Équipe           | Temps           |
| - | ---------------------------- | ---------------- | --------------- |
| 1 | Stefan Joho (SUI)            | Kas              | 4 h 00 min 56 s |
| 2 | Manuel Jorge Domínguez (ESP) | BH               | m. t.           |
| 3 | Antonio Esparza (ESP)        | Caja Rural-Orbea | m. t.           |

|   | Cycliste                 | Équipe  | Temps           |
| - | ------------------------ | ------- | --------------- |
| 1 | Sean Kelly (IRL)         | Kas     | 9 h 25 min 42 s |
| 2 | Iñaki Gastón (ESP)       | Kas     | + 16 s          |
| 3 | Maurizio Fondriest (ITA) | Ecoflam | + 17 s          |

### 3eétape[4]
12-09-1987: Salou – Barcelone, 150,0 km :
|   | Cycliste             | Équipe  | Temps           |
| - | -------------------- | ------- | --------------- |
| 1 | Daniele Caroli (ITA) | Ecoflam | 3 h 36 min 13 s |
| 2 | Iñaki Gastón (ESP)   | Kas     | m.t.            |
| 3 | Régis Clère (FRA)    | Teka    | m.t.            |

|   | Cycliste           | Équipe | Temps            |
| - | ------------------ | ------ | ---------------- |
| 1 | Sean Kelly (IRL)   | Kas    | 13 h 12 min 01 s |
| 2 | Iñaki Gastón (ESP) | Kas    | + 10 s           |
| 3 | José Recio (ESP)   | Kelme  | + 13 s           |

### 4eétape[5]
13-09-1987: Barcelone - Lleida, 182,8 km :
|   | Cycliste                     | Équipe  | Temps           |
| - | ---------------------------- | ------- | --------------- |
| 1 | Maurizio Fondriest (ITA)     | Ecoflam | 4 h 21 min 22 s |
| 2 | Manuel Jorge Domínguez (ESP) | BH      | m.t.            |
| 3 | Alfonso Gutiérrez (ESP)      | Teka    | m.t.            |

|   | Cycliste           | Équipe | Temps            |
| - | ------------------ | ------ | ---------------- |
| 1 | Sean Kelly (IRL)   | Kas    | 17 h 23 min 23 s |
| 2 | Iñaki Gastón (ESP) | Kas    | + 10 s           |
| 3 | José Recio (ESP)   | Kelme  | + 13 s           |

### 5eétape[6]
14-09-1987: Tuca Betren - Baqueira Beret, 185,0 km :
|   | Cycliste                 | Équipe           | Temps           |
| - | ------------------------ | ---------------- | --------------- |
| 1 | Álvaro Pino (ESP)        | BH               | 5 h 15 min 34 s |
| 2 | Miguel Indurain (ESP)    | Reynolds-Seur    | + 33 s          |
| 3 | Patrocinio Jiménez (COL) | Café de Colombia | m.t.            |

|   | Cycliste                 | Équipe           | Temps            |
| - | ------------------------ | ---------------- | ---------------- |
| 1 | Álvaro Pino (ESP)        | BH               | 22 h 39 min 19 s |
| 2 | Edgar Corredor (COL)     | Café de Colombia | + 58 s           |
| 3 | Patrocinio Jiménez (COL) | Café de Colombia | + 1 min 10 s     |

### 6eétape[7]
15-09-1987: Tremp – Manresa, 173,4 km :
|   | Cycliste                    | Équipe     | Temps           |
| - | --------------------------- | ---------- | --------------- |
| 1 | Jörg Müller (SUI)           | PDM        | 4 h 15 min 32 s |
| 2 | Miguel Àngel Iglesias (ESP) | Colchón CR | +4 min 20 s     |
| 3 | Maurizio Fondriest (ITA)    | Ecoflam    | m.t.            |

|   | Cycliste                 | Équipe           | Temps            |
| - | ------------------------ | ---------------- | ---------------- |
| 1 | Álvaro Pino (ESP)        | BH               | 26 h 59 min 11 s |
| 2 | Edgar Corredor (COL)     | Café de Colombia | + 58 s           |
| 3 | Patrocinio Jiménez (COL) | Café de Colombia | + 1 min 10 s     |

### 7eétape[8]
16-09-1987: Manresa – Olot, 168,0 km :
|   | Cycliste               | Équipe           | Temps           |
| - | ---------------------- | ---------------- | --------------- |
| 1 | Marino Alonso (ESP)    | Teka             | 4 h 16 min 32 s |
| 2 | Sean Kelly (IRL)       | Kas              | +3 min 32 s     |
| 3 | Marino Lejarreta (ESP) | Caja Rural-Orbea | m.t.            |

|   | Cycliste             | Équipe           | Temps            |
| - | -------------------- | ---------------- | ---------------- |
| 1 | Álvaro Pino (ESP)    | BH               | 31 h 19 min 15 s |
| 2 | Iñaki Gastón (ESP)   | Kas              | + 1 min 20 s     |
| 3 | Edgar Corredor (COL) | Café de Colombia | + 1 min 30 s     |

### 8eétape A[9]
17-09-1987: Banyoles – Banyoles, 27,3 km (clm) :
| Résultat de la 8e étape A \| \| Cycliste \| Équipe \| Temps \| \| - \| --------------------- \| ------------- \| ----------- \| \| 1 \| Álvaro Pino (ESP) \| BH \| 34 min 53 s \| \| 2 \| Miguel Indurain (ESP) \| Reynolds-Seur \| +13 s \| \| 3 \| Sean Kelly (IRL) \| Kas \| +33 s \| |                       |               |             |
| | Cycliste              | Équipe        | Temps       |
| 1 | Álvaro Pino (ESP)     | BH            | 34 min 53 s |
| 2 | Miguel Indurain (ESP) | Reynolds-Seur | +13 s       |
| 3 | Sean Kelly (IRL)      | Kas           | +33 s       |

### 8eétape B[9]
17-09-1987: Banyoles – Platja d'Aro, 116,2 km :
|   | Cycliste                    | Équipe           | Temps           |
| - | --------------------------- | ---------------- | --------------- |
| 1 | Jean-Claude Bagot (FRA)     | Fagor            | 2 h 36 min 41 s |
| 2 | Miguel Àngel Iglesias (ESP) | Colchón CR       | +1 min 47 s     |
| 3 | Peio Ruiz Cabestany (ESP)   | Caja Rural-Orbea | m.t.            |

|   | Cycliste           | Équipe        | Temps            |
| - | ------------------ | ------------- | ---------------- |
| 1 | Álvaro Pino (ESP)  | BH            | 34 h 32 min 36 s |
| 2 | Ángel Arroyo (ESP) | Reynolds-Seur | + 2 min 43 s     |
| 3 | Iñaki Gastón (ESP) | Kas           | + 3 min 26 s     |

## Classement général
|    | Cycliste               | Équipe           | Temps            |
| -- | ---------------------- | ---------------- | ---------------- |
| 1  | Álvaro Pino (ESP)      | BH               | 34 h 32 min 36 s |
| 2  | Ángel Arroyo (ESP)     | Reynolds-Seur    | + 2 min 43 s     |
| 3  | Iñaki Gastón (ESP)     | Kas              | + 3 min 26 s     |
| 4  | Edgar Corredor (COL)   | Café de Colombia | + 3 min 43 s     |
| 5  | Sean Kelly (IRL)       | Kas              | + 3 min 44 s     |
| 6  | Laurent Fignon (FRA)   | Bose-Système U   | + 3 min 58 s     |
| 7  | Pedro Delgado (ESP)    | PDM              | + 4 min 13 s     |
| 8  | José Recio (ESP)       | Kelme            | + 4 min 39 s     |
| 9  | Marino Lejarreta (ESP) | Caja Rural-Orbea | + 4 min 58 s     |
| 10 | Pedro Muñoz (ESP)      | Fagor            | + 5 min 02 s     |

## Classements annexes
|   | Cycliste           | Équipe | Points    |
| - | ------------------ | ------ | --------- |
| 1 | Pedro Muñoz (ESP)  | Fagor  | 38 Points |
| 2 | Álvaro Pino (ESP)  | BH     | 37 Points |
| 3 | Iñaki Gastón (ESP) | Kas    | 22 Points |

|   | Cycliste                 | Équipe         | Points    |
| - | ------------------------ | -------------- | --------- |
| 1 | Sabino Angoitia (ESP)    | Zahor          | 17 Points |
| 2 | Jesús Suárez Cueva (ESP) | Zahor          | 6 Points  |
| 3 | Pascal Poisson (FRA)     | Bose-Système U | 6 Points  |

|   | Cycliste                 | Équipe  | Points    |
| - | ------------------------ | ------- | --------- |
| 1 | Sean Kelly (IRL)         | Kas     | 97 Points |
| 2 | Maurizio Fondriest (ITA) | Ecoflam | 78 Points |
| 3 | Iñaki Gastón (ESP)       | Kas     | 60 Points |

|   | Équipe           | Pays     | Temps             |
| - | ---------------- | -------- | ----------------- |
| 1 | Reynolds-Seur    | Espagne  | 103 h 50 min 37 s |
| 2 | BH               | Espagne  | + 19 s            |
| 3 | Café de Colombia | Colombie | + 1 min 22 s      |